# Via Tiburtina

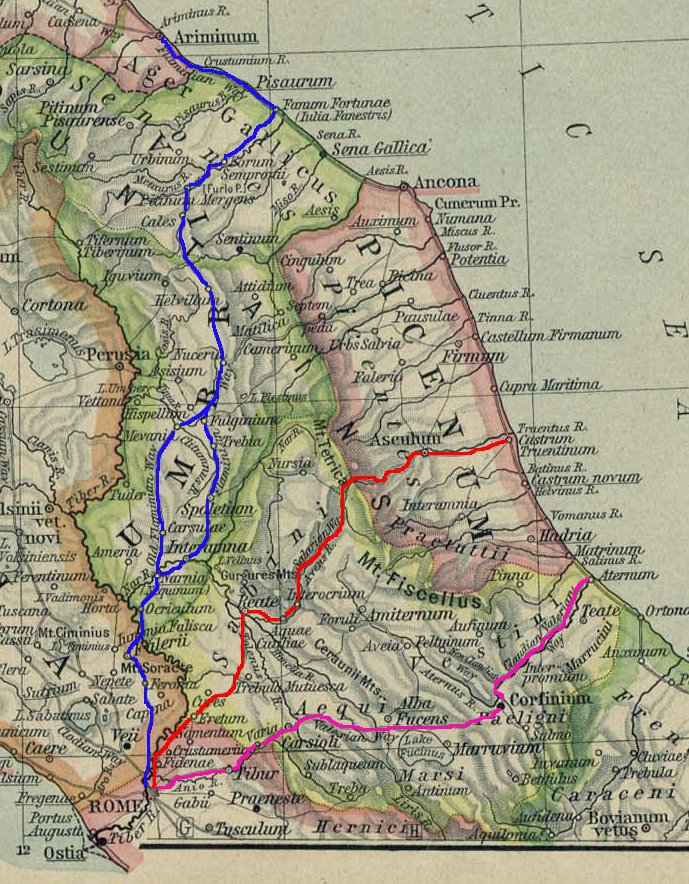
Via Tiburtina em rosa. Em vermelho, a Via Salária. Em azul, a Via Flamínia.

Via Tiburtina é uma antiga estrada romana na Itália que segue a este-nordeste de Roma até Tivoli (em latim: Tibur). Foi construída pelo cônsul romano Marco Valério Máximo por volta de 286 a.C. e depois foi estendida até os territórios dos Marsos e os Équos, em Abruzos, como Via Valéria. Sua extensão total é de aproximadamente 200 km de Roma até Aterno. Na saída de Roma atravessa a Muralha Aureliana na Porta Tiburtina e a Muralha Serviana na Porta Esquilina. Atualmente, existe uma antiga estrada estatal com o mesmo nome e que segue o mesmo caminho.
Historiadores afirmam que a Via Tiburtina deve ter surgido como uma trilha durante o estabelecimento da Liga Latina. Mesmo que depois ela tenha se tornado um importante caminho, a primeira porção da Via Tiburtina sempre manteve o seu nome original de Via Valéria, que se aplicava apenas à porção depois de Tibur. É difícil determinar a última parte da percurso da Via Tiburtina a partir da Albulae Aquae até Tibur.

## Pontes romanas
Há ruínas de diversas pontes romanas ao longo da estrada, incluindo a ponte Luciano e a ponte Mamolo.